# Sacha Vierny
Pour les articles homonymes, voir Vierny.
Sacha Vierny, né le 10 août 1919 à Bois-le-Roi et mort le 15 mai 2001 à Vannes, est un directeur de la photographie français d'origine russe. Il repose à Belle-Île-en-Mer, au cimetière de Bangor, à côté de Pierre Jamet.  

## Carrière
Il a collaboré avec Alain Resnais entre 1955 et 1984, de Nuit et brouillard à L'amour à mort.
Il a été l'un des directeurs de la photographie favoris de Peter Greenaway à partir de 1985 - pour A Zed & Two Noughts - et a fait partie ensuite pratiquement de toutes les productions du cinéaste anglais, y compris pour la télévision. Greenaway a dit de Sacha Vierny qu'il avait été son « collaborateur le plus important ».
Il a travaillé également avec Luis Buñuel, Raoul Ruiz, Pierre Kast, Chris Marker et Paul Paviot.

## Filmographie

### Courts métrages
- 1954 : Lumière de Paul Paviot (cadreur)
- 1954 : Pantomimes de Paul Paviot (cadreur)
- 1955 : Nuit et brouillard d'Alain Resnais
- 1956 : Tu enfanteras sans douleur d'Henri Fabiani
- 1957 : Le Mystère de l'atelier quinze  d'Alain Resnais
- 1958 : L'Opéra-Mouffe d'Agnès Varda
- 1958 : Le Chant du styrène  d'Alain Resnais
- 1960 : Une question d'assurance de Pierre Kast
- 1962 : Diamètres de Philippe Condroyer
- 1964 : Un coin sans importance de Pierre Lary
- 1972 : Le Fusil à lunette de Jean Chapot
- 1977 : 500 Grammes de foie de veau d'Henri Glaeser
- 1977 : Le Conseiller Crespel de Robert Pansard-Besson
- 1988 : Fear of Drowning de Vanni Corbellini et Peter Greenaway
- 1990 :  Final d'Irène Jouannet
- 1992 :  Rosa de Peter Greenaway
- 1995 : Autoreverse de Mathias Benguigui

### Longs métrages
- 1949 : Le Point du Jour de Louis Daquin[3] (assistant réalisateur)
- 1954 : Le Chant des fleuves de Joris Ivens
- 1957 : Lettre de Sibérie de Chris Marker
- 1959 : Hiroshima mon amour de Alain Resnais
- 1960 : Le Bel Âge de Pierre Kast
- 1960 : La Morte-Saison des amours  de Pierre Kast
- 1960 : Merci Natercia de Pierre Kast
- 1960 : La Main chaude de Gérard Oury
- 1961 : L'Année dernière à Marienbad de Alain Resnais
- 1962 : Portrait-robot de Paul Paviot
- 1962 : Climats de Stellio Lorenzi
- 1963 : Muriel ou le Temps d'un retour de Alain Resnais
- 1964 : Aimez-vous les femmes ? de Jean Léon
- 1966 : La Danse du héron de Fons Rademakers
- 1966 : La Guerre est finie de Alain Resnais
- 1967 : La Musica de Marguerite Duras et Paul Seban
- 1967 : La Bien-aimée de Jacques Doniol-Valcroze (TV)
- 1967 : Belle de jour de Luis Buñuel
- 1968 : Caroline chérie  de Denys de La Patellière
- 1968 : Le Tatoué de Denys de La Patellière
- 1969 : La Main de Henri Glaeser
- 1971 : Bof... Anatomie d'un livreur de Claude Faraldo
- 1972 : La Nuit bulgare de Michel Mitrani
- 1973 : La Sainte Famille de Pierre Koralnik
- 1973 : Les Granges brûlées de Jean Chapot
- 1973 : Le Moine de Ado Kyrou
- 1974 : Stavisky... de Alain Resnais
- 1977 : La Vocation suspendue de Raoul Ruiz
- 1977 : Le Diable dans la boîte de Pierre Lary
- 1977 : Baxter, Vera Baxter de Marguerite Duras
- 1979 : L'Hypothèse du tableau volé de Raoul Ruiz
- 1980 : Éclipse sur un ancien chemin vers Compostelle de Bernard Férié
- 1980 : Le Chemin perdu de Patricia Moraz
- 1980 : Le Fils puni de Philippe Collin
- 1980 : Mon oncle d'Amérique de Alain Resnais
- 1981 : Beau-père de Bertrand Blier
- 1982 : Le Rose et le Blanc de Robert Pansard-Besson
- 1983 : Les Trois Couronnes du matelot de Raoul Ruiz
- 1984 : Clash de Raphaël Delpard
- 1984 : La Femme publique de Andrzej Żuławski
- 1984 : L'Amour à mort de Alain Resnais
- 1985 : Zoo (A Zed & Two Noughts) de Peter Greenaway
- 1985 : Flügel und Fesseln
- 1987 : Le Ventre de l'architecte de Peter Greenaway
- 1988 : Triple Assassinat dans le Suffolk de Peter Greenaway
- 1989 : Le Cuisinier, le voleur, sa femme et son amant (The Cook the Thief His Wife & Her Lover) de Peter Greenaway
- 1991 :  A Walk Through Prospero's Library (TV)
- 1991 :  Prospero's Books de Peter Greenaway
- 1991 :  M Is for Man, Music, Mozart (TV)
- 1992 :  L'Autre Célia de Irène Jouannet
- 1993 :  The Baby of Mâcon de Peter Greenaway
- 1996 :  The Pillow Book de Peter Greenaway
- 1998 :  Dormez, je le veux ! de Irène Jouannet
- 1999 :  8 femmes ½ de Peter Greenaway
- 2000 :  Les Larmes d'un homme de Sally Potter